# Delia dolichosternita
Delia dolichosternita är en tvåvingeart som beskrevs av Cao, Liu och Xue 1985. Delia dolichosternita ingår i släktet Delia och familjen blomsterflugor. Inga underarter finns listade i Catalogue of Life.